# محمية الجندلية
محمية الجندلية هي محمية طبيعة في المملكة العربية السعودية تحت اشراف الهيئة السعودية للحياة الفطرية، تقع محمية الجندلية شمال شرق منطقة الرياض، تبلغ مساحتها 1160 كيلومتر مربع، تتميز بغطاء نباتي جيد مثل السدر والعوسج والشفلح والخزامى والحنظل وغيرها من الحوليات، تناسب المحمية برنامج المحافظة على الطيور وإعادة توطين الحبارى، وتعتبر الجندلية امتدادا طبيعيا لمحمية التيسية على أحد مسارات هجرة طيور الحبارى 